# Morena spiętrzona

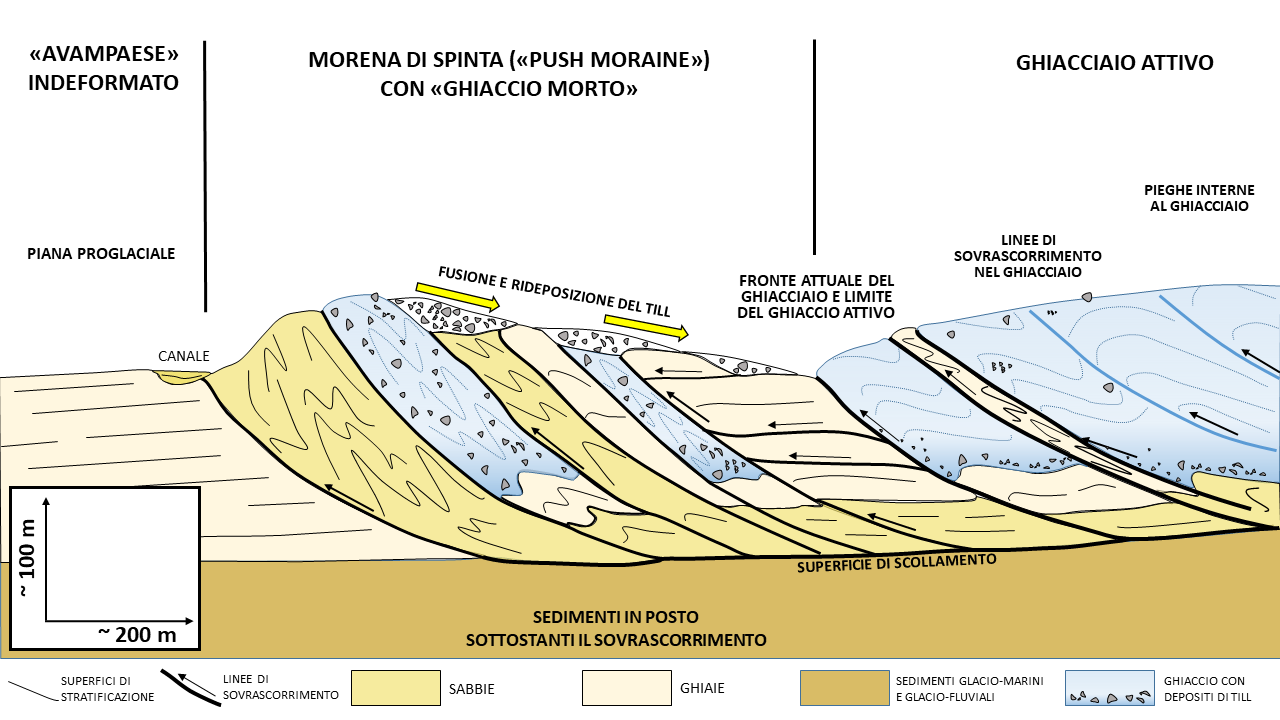
Morena spiętrzona (push moraine) przed czołem lodowca (ryc. zmodyfikowana na bazie Bennett M.R. & Glasser N.F., Glacial Geology – Ice sheets and landforms. Second Edition, Chichester (UK), Wiley-Blackwell, 2009, str. 254, Fig. 9.5.)

Morena spiętrzona – rodzaj moreny czołowej lub bocznej cechujący się silnym glacitektonicznym spiętrzeniem i pofałdowaniem osadów moreny, w wyniku pchania tych osadów przez intensywnie posuwające się do przodu czoło lodowca uformowanej wskutek spiętrzenia osadów na przedpolu nasuwającego się lodowca lub lądolodu. W skład moreny spiętrzonej mogą także wchodzić wyciśnięte z podłoża, odcięte od niego, sfałdowane i wciśnięte w osad morenowy przez nasuwającą się masę lodową fragmenty podłoża.
Moreny spiętrzone będące efektem działalności lodowców plejstoceńskich występują m.in. w Górach Skandynawskich w Norwegii i w Polsce, gdzie seria takich moren tworzy Wał Trzebnicki.